# Visual design
Il Visual Design è quella branca del Disegno industriale che si occupa della progettazione di prodotti grafici e multimediali. 
Scopo del visual design è la comunicazione attraverso l'immagine, funzionale alla divulgazione di un messaggio o di un'informazione. 
Nato nell'ambito della grafica applicata alla stampa di libri, riviste e immagini coordinate per aziende ed eventi, il visual design è oggi una disciplina poliedrica che si è estesa in campi molto vasti. 
I campi di azione di un visual designer comprendono: tipografia, illustrazione, grafica editoriale, grafica stampata, videomapping, web design, interaction design, interface design. 
Il visual designer si propone come una figura di crescente importanza nel mondo del lavoro, in particolare grazie al ruolo predominante della comunicazione visiva ai giorni nostri e alla diffusione sempre maggiore delle tecnologie a tutti gli strati della popolazione.
Altrettanto importante è stato e continua ad essere lo sviluppo di internet e del Web e la attuale sensibilizzazione che è nata verso i temi dell'usabilità e dell'accessibilità. Si è contribuito quindi ad un avvicinamento democratico a questo nuovo mezzo di comunicazione globale.  Ciò ha reso necessario nuovi studi su interfacce e interazioni con l'utente.
Negli ultimi anni sono sorti molti nuovi corsi per formare professionisti, conferma del crescente interesse verso questa disciplina che ancora, nonostante tutto, stenta ad essere riconosciuta come autonoma e di pari valore agli altri ambiti del design.

## Figure professionali correlate
- Direttore artistico
- Grafico
- Illustratore
- Interaction designer
- Motion designer
- Multimedia designer
- Web designer
- Sviluppatore web